# Copa América Femenina de Futsal 2017
La CONMEBOL Copa América Femenina de Futsal de 2017 fue la sexta edición de la Copa América de Futsal Femenina que se llevó a cabo del 22 de noviembre al 29 de noviembre de 2017, en Estadio Polideportivo de las Piedras. de la ciudad de Las Piedras, Uruguay. Está es la primera edición que se jugó y disputó con las 10 selecciones pertenecientes y afiliadas de la CONMEBOL. En esta edición, La Selección de Brasil se coronó por 5ª vez campeón frente a la Selección de Colombia que no pudo revalidar su título.

## Equipos participantes
Las 10 selecciones de futsal miembros de la CONMEBOL participaron en este torneo.
| Equipos participantes | Equipos participantes | Equipos participantes | Equipos participantes | Equipos participantes |
| --------------------- | --------------------- | --------------------- | --------------------- | --------------------- |
| Argentina             | Brasil                | Colombia              | Paraguay              | Uruguay               |
| Bolivia               | Chile                 | Ecuador               | Perú                  | Venezuela             |

## Sorteo
| Cabezas de serie         | Bombo 2                 | Bombo 3               | Bombo 4                    | Bombo 5                 |
| ------------------------ | ----------------------- | --------------------- | -------------------------- | ----------------------- |
| Uruguay (2) Colombia (1) | Chile (3) Argentina (4) | Paraguay (5) Perú (6) | Brasil (NP) Venezuela (NP) | Chile (NP) Ecuador (NP) |

## Primera ronda

### Grupo A
| Equipo    | Pts | PJ | PG | PE | PP | GF | GC | Dif |
| --------- | --- | -- | -- | -- | -- | -- | -- | --- |
| Venezuela | 9   | 4  | 3  | 0  | 1  | 12 | 3  | +9  |
| Argentina | 9   | 4  | 3  | 0  | 1  | 19 | 5  | +14 |
| Uruguay   | 7   | 4  | 2  | 1  | 1  | 12 | 13 | -1  |
| Bolivia   | 2   | 4  | 0  | 2  | 2  | 6  | 14 | -8  |
| Perú      | 1   | 4  | 0  | 1  | 3  | 5  | 19 | -14 |

- Argentina y Venezuela empatan en el ítem de puntos con 9. Sin embargo Venezuela le gana a Argentina la primera posición del grupo por partido directo.

| 22 de noviembre de 2017 | Argentina                           | 4:1     | Bolivia          | Polideportivo de Las Piedras, Las Piedras (Uruguay) |  |
| 17:00                   | Becha 2' 3' · Carmen Brusca 22' 38' | Reporte | Janeth Morón 18' |                                                     |  |

| 22 de noviembre de 2017 | Uruguay                                                                                    | 6:4     | Perú                                                      | Polideportivo de Las Piedras, Las Piedras (Uruguay) |  |
| 21:00                   | Sindy Ramírez 2' · Fátima Villar 10' · Federica Silvera 16' 33' 36' · Mariana González 18' | Reporte | Vásquez 8' · Sandy Dorador 23' 28' · Mariana González 39' |                                                     |  |

- Equipo libre:  Venezuela

| 23 de noviembre de 2017 | Perú       | 1:1     | Bolivia            | Polideportivo de Las Piedras, Las Piedras (Uruguay) |  |
| 17:00                   | Fontela 2' | Reporte | Coquito Galvez 24' |                                                     |  |

| 23 de noviembre de 2017 | Uruguay           | 1:0     | Venezuela | Polideportivo de Las Piedras, Las Piedras (Uruguay) |  |
| 21:00                   | Sindy Ramírez 33' | Reporte |           |                                                     |  |

- Equipo libre:  Argentina

| 24 de noviembre de 2017 | Venezuela                                                                    | 6:1     | Bolivia            | Polideportivo de Las Piedras, Las Piedras (Uruguay) |  |
| 17:00                   | Bárbara Sánchez 3' 17' · Lavinia Antequera 5' 31' 38' · Kathleen Rosales 12' | Reporte | Coquito Galvez 30' |                                                     |  |

| 24 de noviembre de 2017 | Argentina                                                                                 | 8:0     | Perú | Polideportivo de Las Piedras, Las Piedras (Uruguay) |  |
| 21:00                   | Lorena Benítez -' · Becha -' · Agostina Chiesa -' · Daiana Mangafas -' · Gimena Blanco -' | Reporte |      |                                                     |  |

- Equipo libre:  Uruguay

| 25 de noviembre de 2017 | Argentina         | 1:2 | Venezuela                                    | Polideportivo de Las Piedras, Las Piedras (Uruguay) |  |
| 17:00                   | Gimena Blanco 39' |     | Helianny Revilla 18' · Marialba Zambrano 37' |                                                     |  |

| 25 de noviembre de 2017 | Uruguay                                                | 3:3 | Bolivia                                                            | Polideportivo de Las Piedras, Las Piedras (Uruguay) |  |
| 21:00                   | Coquito Galvez 4' · Ivonne Nina 23' · Janeth Morón 39' |     | Mariana González 21' · Diane Alvez 24' · Carolina Birizamberri 34' |                                                     |  |

- Equipo libre:  Perú

| 26 de noviembre de 2017 | Perú | 0:4 | Venezuela                                                          | Polideportivo de Las Piedras, Las Piedras (Uruguay) |  |
| 17:00                   |      |     | Yilvi Conde 17' 18' · Helliany Revilla 33' · Lavinia Antequera 38' |                                                     |  |

| 26 de noviembre de 2017 | Uruguay                            | 2:6 | Argentina                                                                         | Polideportivo de Las Piedras, Las Piedras (Uruguay) |  |
| 21:00                   | Diane Alvez 6' · Carmen Brusca 38' |     | Delfina Fernández 6' · Becha 10' · Lorena Benítez 11' 17' 30' · Sol Domínguez 34' |                                                     |  |

- Equipo libre:  Bolivia

### Grupo B
| Equipo   | Pts | PJ | PG | PE | PP | GF | GC | Dif |
| -------- | --- | -- | -- | -- | -- | -- | -- | --- |
| Brasil   | 12  | 4  | 4  | 0  | 0  | 35 | 1  | +34 |
| Colombia | 7   | 4  | 2  | 1  | 1  | 15 | 12 | +3  |
| Ecuador  | 6   | 4  | 2  | 0  | 2  | 10 | 24 | -14 |
| Paraguay | 4   | 4  | 1  | 1  | 2  | 10 | 17 | -7  |
| Chile    | 0   | 4  | 0  | 0  | 4  | 5  | 21 | -16 |

| 22 de noviembre de 2017 | Chile                     | 2:3     | Ecuador                                    | Polideportivo de Las Piedras, Las Piedras (Uruguay) |  |
| 15:00                   | Francisca Mardones 9' 35' | Reporte | Madelin Riera 27' 28' · Carina Caicedo 30' |                                                     |  |

| 22 de noviembre de 2017 | Colombia                                | 3:3     | Paraguay                            | Polideportivo de Las Piedras, Las Piedras (Uruguay) |  |
| 19:00                   | María Munera 8' · Naila Imbachi 14' 37' | Reporte | Fanny Godoy 5' · Pao Brítez 18' 23' |                                                     |  |

- Equipo libre:  Brasil

| 23 de noviembre de 2017, 15:00 | Paraguay                                              | 3:4     | Ecuador                                                                            | Polideportivo de Las Piedras, Las Piedras (Uruguay) |  |
|                                | Damia Cortaza 9' · María Barrios 19' · Pao Britez 36' | Reporte | Íngrid Rodríguez 16' · Yasaira Vizuete 18' · Madelin Riera 27' · Adriana Barré 36' |                                                     |  |

| 23 de noviembre de 2017 | Colombia | 0:5     | Brasil                                                          | Polideportivo de Las Piedras, Las Piedras (Uruguay) |  |
| 19:00                   |          | Reporte | Emilly Marcondes 1' 12' · Vanessa Pereira 11' -' · Amandinha -' |                                                     |  |

- Equipo libre:  Chile

| 24 de noviembre de 2017 | Brasil | 11:0    | Ecuador | Polideportivo de Las Piedras, Las Piedras (Uruguay) |  |
| 15:00                   | Tampa 2' 3' · Diana 2' · Debora Vanin 8' · Emilly Marcondes 10' · Amandinha 11' 24' · Luana 13' 15' · Yasaira Vizuete 29' · Taty 39' | Reporte |         |                                                     |  |

| 24 de noviembre de 2017 | Chile       | 2:3     | Paraguay                          | Polideportivo de Las Piedras, Las Piedras (Uruguay) |                            |
| 19:00                   | - -' · - -' | Reporte | Lore Britez -' · Damia Cortaza -' | Asistencia: c espectadores                          | Asistencia: c espectadores |

- Equipo libre:  Colombia

| 25 de noviembre de 2017 | Chile | 0:11 | Brasil | Polideportivo de Las Piedras, Las Piedras (Uruguay) |  |
| 15:00                   |       |      | Amandinha 2' · Tampa 6' 34' 36' · Vanessa Pereira 11' 38' 39' · Debora Vanin 12' · Lu 16' · Jane 26' · Emilly Marcondes 33' |                                                     |  |

| 25 de noviembre de 2017 | Ecuador                              | 2:8 | Colombia | Polideportivo de Las Piedras, Las Piedras (Uruguay) |  |
| 19:00                   | Inés Johnson 30' · Madelin Riera 36' |     | Carina Caicedo 9' · Myriam Alonso 11' 16' · Michelle Alzate 17' · Julieth Camacho 28' · Lorena Bedoya 30' 31' · Angie Valbuena 39' |                                                     |  |

- Equipo libre:  Paraguay

| 26 de noviembre de 2017 | Paraguay        | 1:8 | Brasil                                                                     | Polideportivo de Las Piedras, Las Piedras (Uruguay) |  |
| 15:00                   | Sol Escobar 32' |     | Tampa 5' · Vanessa Pereira 11' 21' 25' 39' · Lu 12' · Debora Vanin 19' 34' |                                                     |  |

| 26 de noviembre de 2017 | Colombia                                                                   | 4:1 | Chile            | Polideportivo de Las Piedras, Las Piedras (Uruguay) |  |
| 19:00                   | Lorena Bedoya 1' · Myriam Alonso 11' · Naila Imbachi 25' · Diana Velez 32' |     | Nicole Fajre 14' |                                                     |  |

- Equipo libre:  Ecuador

## Fase final

### Fase de eliminatorias
|  | Semifinales     | Semifinales |                       |   | Final | Final |
|  |                 |             |                       |   |       |       |
|  | 27 de noviembre |             |                       |   |       |       |
|  |                 |             |                       |   |       |       |
|  | Brasil          | 7           |                       |   |       |       |
|  | Brasil          | 7           | 29 de noviembre       |   |       |       |
|  | Argentina       | 0           |                       |   |       |       |
|  | Argentina       | 0           | Brasil                | 3 |       |       |
|  | 28 de noviembre |             | Brasil                | 3 |       |       |
|  |                 | Colombia    | 0                     |   |       |       |
|  | Venezuela       | Colombia    | 0                     | 1 |       |       |
|  | Venezuela       |             |                       | 1 |       |       |
|  | Colombia        | 4           |                       |   |       |       |
|  | Colombia        | 4           | Tercer Lugar play-off |   |       |       |
|  |                 |             |                       |   |       |       |
|  | 29 de noviembre |             |                       |   |       |       |
|  |                 |             |                       |   |       |       |
|  | Argentina       | 3           |                       |   |       |       |
|  | Argentina       | 3           |                       |   |       |       |
|  | Venezuela       | 0           |                       |   |       |       |

|  | Quinto puesto play-off |   |
|  |                        |   |
|  | 27 de noviembre        |   |
|  |                        |   |
|  | Uruguay                | 4 |
|  | Uruguay                | 4 |
|  | Ecuador                | 5 |
|  | Ecuador                | 5 |

|  | Séptimo puesto play-off |   |
|  |                         |   |
|  | 27 de noviembre         |   |
|  |                         |   |
|  | Bolivia                 | 1 |
|  | Bolivia                 | 1 |
|  | Paraguay                | 6 |
|  | Paraguay                | 6 |

|  | Noveno puesto play-off |   |
|  |                        |   |
|  | 27 de noviembre        |   |
|  |                        |   |
|  | Perú                   | 4 |
|  | Perú                   | 4 |
|  | Chile                  | 3 |
|  | Chile                  | 3 |

### Noveno puesto
| 27 de noviembre de 2017 | Perú                                           | 4:3 | Chile                                          | Polideportivo de Las Piedras, Las Piedras (Uruguay) |  |
| 15:00                   | Fabiola Herrera 6' 16' · Sandy Dorador 28' 31' |     | Ivette Olivares 18' · Nathalie Quezada 19' 37' |                                                     |  |

### Séptimo puesto
| 27 de noviembre de 2017 | Bolivia       | 1:6 | Paraguay                                                                            | Polideportivo de Las Piedras, Las Piedras (Uruguay) |  |
| 17:00                   | Paola Cruz 9' |     | Pao Brites 1' 27' 37' · Claudia Romero 5' · Jennifer González 16' · Sol Escobar 36' |                                                     |  |

### Quinto puesto
| 27 de noviembre de 2017 | Uruguay                                                             | 4:5 | Ecuador                                                                 | Polideportivo de Las Piedras, Las Piedras (Uruguay) |  |
| 19:00                   | Aída Camaño 10' 13' · Carolina Birizamberri 23' · Sindy Ramírez 29' |     | Adriana Barré 11' · Joshelyn Sánchez 15' 17' · Íngrid Rodríguez 26' 31' |                                                     |  |

### Semifinales
| 27 de noviembre de 2017 | Brasil                                                                                  | 7:0 | Argentina | Polideportivo de Las Piedras, Las Piedras (Uruguay) |  |
| 17:00                   | Debora Vanin 5' 24' · Emilly Marcondes 8' · Tayy 11' 35' · Lu 13' · Vanessa Pereira 31' |     |           |                                                     |  |

| 28 de noviembre de 2017 | Venezuela            | 1:4 | Colombia                                                        | Polideportivo de Las Piedras, Las Piedras (Uruguay) |  |
| 19:00                   | Lavinia Antequera 3' |     | Lorena Bedoya 15' 25' · Julieth Camacho 26' · Myriam Alonso 37' |                                                     |  |

### Tercer puesto
| 29 de noviembre de 2017 | Argentina                                           | 3:0 | Venezuela | Polideportivo de Las Piedras, Las Piedras (Uruguay) |  |
| 17:00                   | Becha 13' · Agostina Chiesa 16' · Eliana Medina 29' |     |           |                                                     |  |

### Final
| 29 de noviembre de 2017 | Brasil                                  | 3:0 | Colombia | Polideportivo de Las Piedras, Las Piedras (Uruguay) |  |
| 19:00                   | Vanessa Pereira 10' 36' · Amandinha 34' |     |          |                                                     |  |

| Bandera de Brasil            |
| Campeón Brasil Quinto título |

## Tabla general
| Pos. | Equipo    | Pts | J | G | E | P | GF | GC | Dif. | Rend. |
| ---- | --------- | --- | - | - | - | - | -- | -- | ---- | ----- |
| 1    | Brasil    | 18  | 6 | 6 | 0 | 0 | 45 | 1  | +44  | 100%  |
| 2    | Colombia  | 10  | 6 | 3 | 1 | 2 | 19 | 16 | +3   | 55,5% |
| 3    | Argentina | 12  | 6 | 4 | 0 | 2 | 22 | 12 | +10  | 66,6% |
| 4    | Venezuela | 7   | 6 | 2 | 1 | 3 | 13 | 10 | +3   | 38,8% |
| 5    | Ecuador   | 9   | 5 | 3 | 0 | 2 | 15 | 28 | -13  | 60%   |
| 6    | Uruguay   | 7   | 5 | 2 | 1 | 2 | 16 | 18 | -2   | 46,6% |
| 7    | Paraguay  | 7   | 5 | 2 | 1 | 2 | 16 | 18 | -2   | 46,6% |
| 8    | Bolivia   | 2   | 5 | 0 | 2 | 3 | 7  | 20 | -13  | 20%   |
| 9    | Perú      | 4   | 5 | 1 | 1 | 3 | 9  | 22 | -13  | 26,6% |
| 10   | Chile     | 0   | 5 | 0 | 0 | 5 | 8  | 25 | -17  | 0%    |